# Пожарный робот

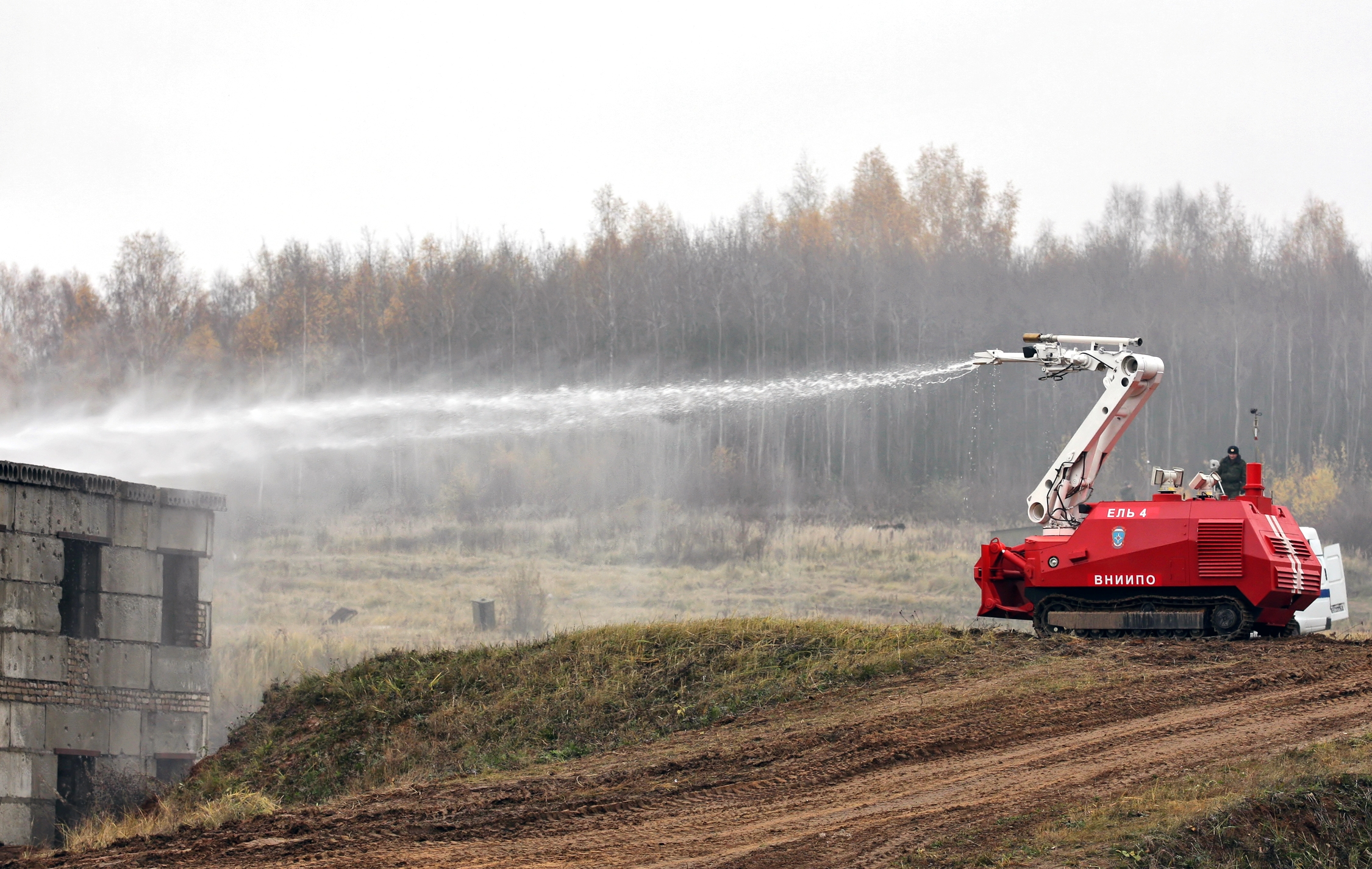
Пожарный робот Ель-4

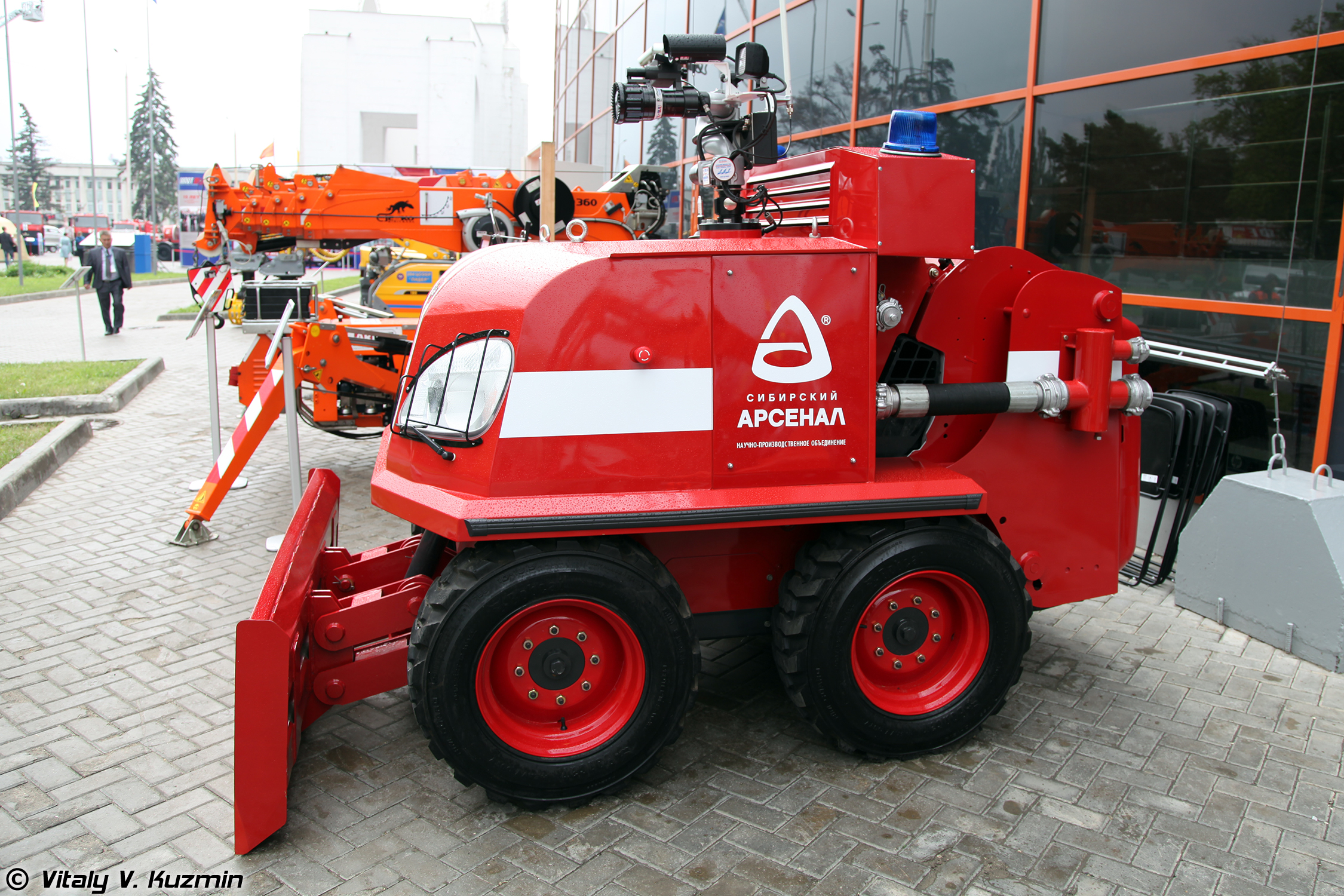
Пожарный робот Пеликан

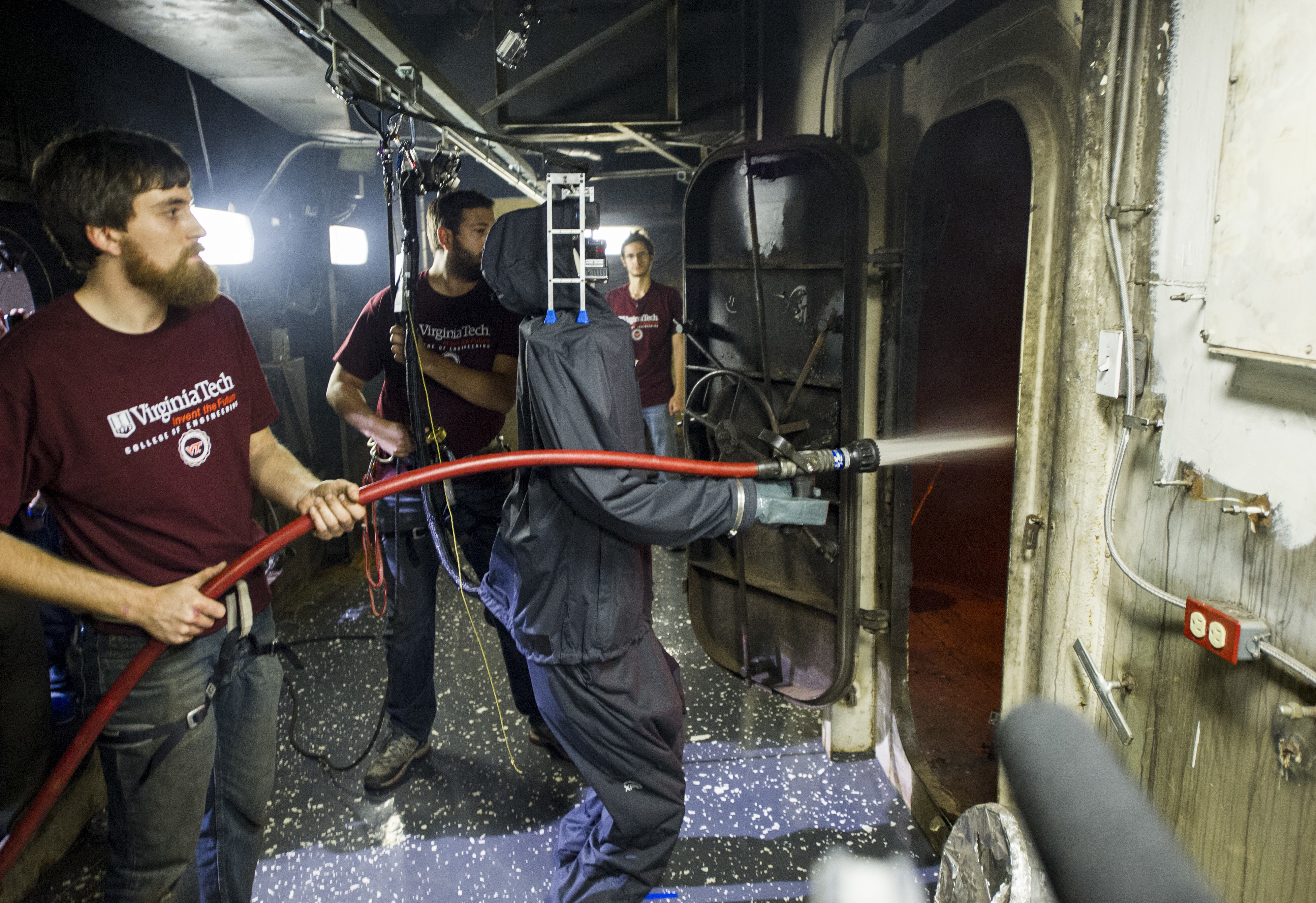
Экспериментальная модель робота-андроида

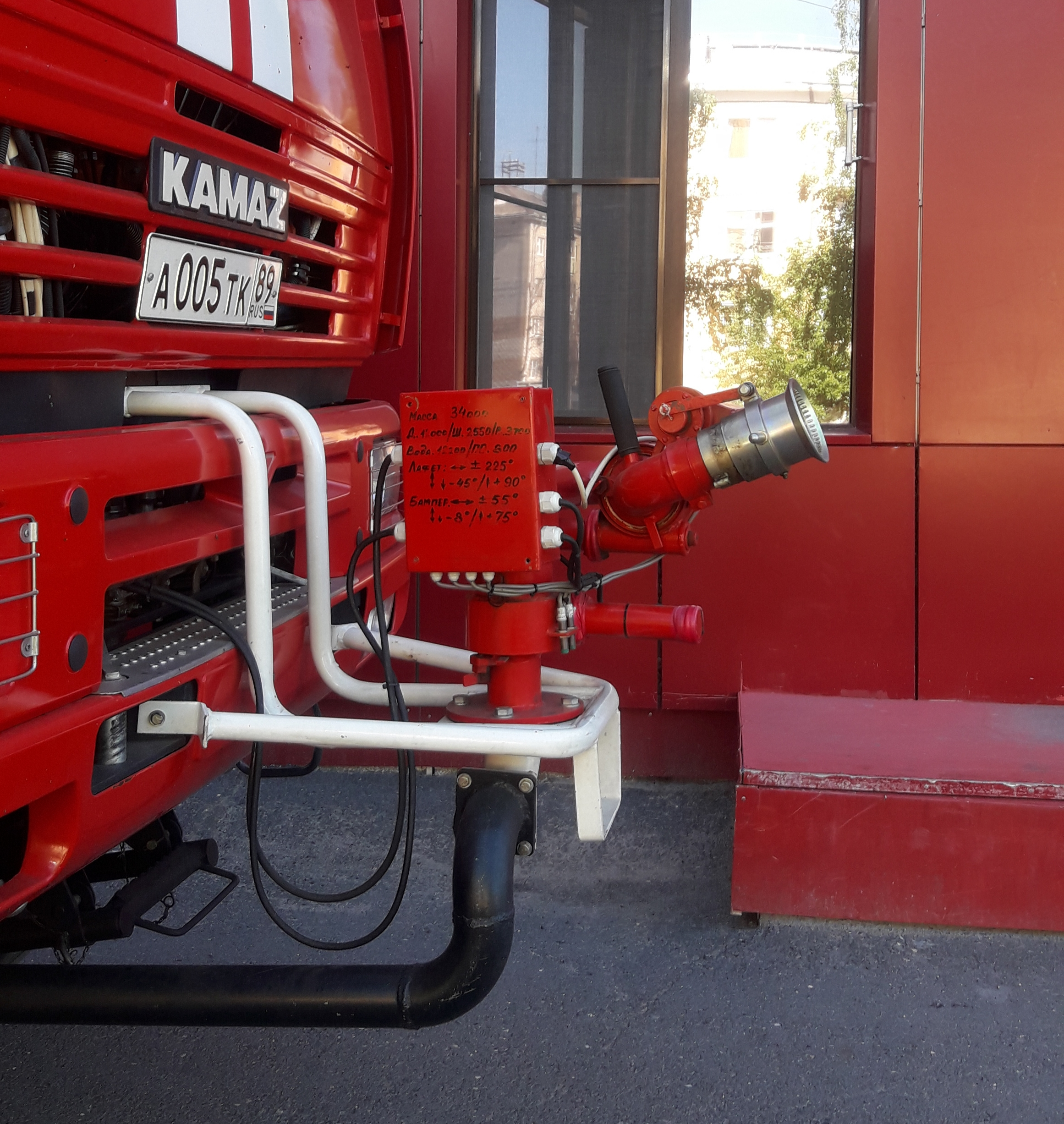
Дистанционно управляемый лафетный ствол на аэродромном пожарном автомобиле

Пожарный робот — мобильный или стационарный робот, который предназначен для тушения пожара.
Одной из важнейших специальных проблем робототехники является проведение работ в экстремальных условиях. При этом необходимо удаление человека на безопасное расстояние. Возможно применение различных типов устройств. Дистанционно управляемые манипуляторы не имеют автоматических режимов, полностью управляются человеком-оператором. Для дистанционно управляемых роботов человек-оператор задает программу или вмешивается в управление в критических случаях.:23 Возможно применение роботов, действующих автоматически по программе, однако не все операции для экстремальных условий поддаются роботизации.:130 Робот не может нести ответственности за принимаемые решения, одобрять или отвергать решения робота может только человек — юридически ответственное лицо, должностное лицо организации или специальной службы.
Для поиска, сбора, переработки и передачи информации:7 в условиях крупных пожаров могут использоваться информационные роботы.:38
Роботы для пожаротушения и спасательных операций должны выдерживать 30-минутное воздействие температуры 400°C и трехминутное 800°C. Для обеспечения работоспособности может использоваться охлаждение, прочные материалы и другие варианты.:22

## Стационарные

### Осциллирующие стволы
Лафетный пожарный ствол осциллирующий — лафетный ствол, монтируемый на опоре, способный осуществлять перемещения в плоскостях с заданным углом под воздействием гидравлической силы воды.:п. 3.9
Осциллированный пожарный ствол — колеблющийся в разных направлениях пожарный ствол, перемещающий струю воды по заданной траектории.:п. 3.11

### Установки самонаведения
В 1970 году во ВНИИПО была создана и находилась на испытаниях автоматическая установка с самонаведением средств тушения на очаг пожара. Рабочий орган вращался в горизонтальной и вертикальной плоскости. Установка запускалась по сигналам установленной в помещении пожарной сигнализации. Для самонаведения использовалось инфракрасное излучение пожара, которое фокусировалось линзой и попадало на установленные в одной плоскости квадратом четыре фотоэлемента. Первоначально производилось сканирование в горизонтальной плоскости. После появления сигнала с фотоэлементов производится корректировка до такого положения, что напряжение на фотоэлементе становилось равно нулю — это соответствовало наведению оси оптической системы на очаг пожара. На экспериментальном образце были смонтированы генераторы высокократной пены.
Рассматривались варианты конструкций устройств:
- перемещающееся в любом направлении по полу;
- напольное или подвесное, перемещающееся по монорельсу;
- стационарное с перемещением лафетного ствола в горизонтальной и вертикальной плоскости.[9]:199

### Дистанционно управляемые лафетные стволы

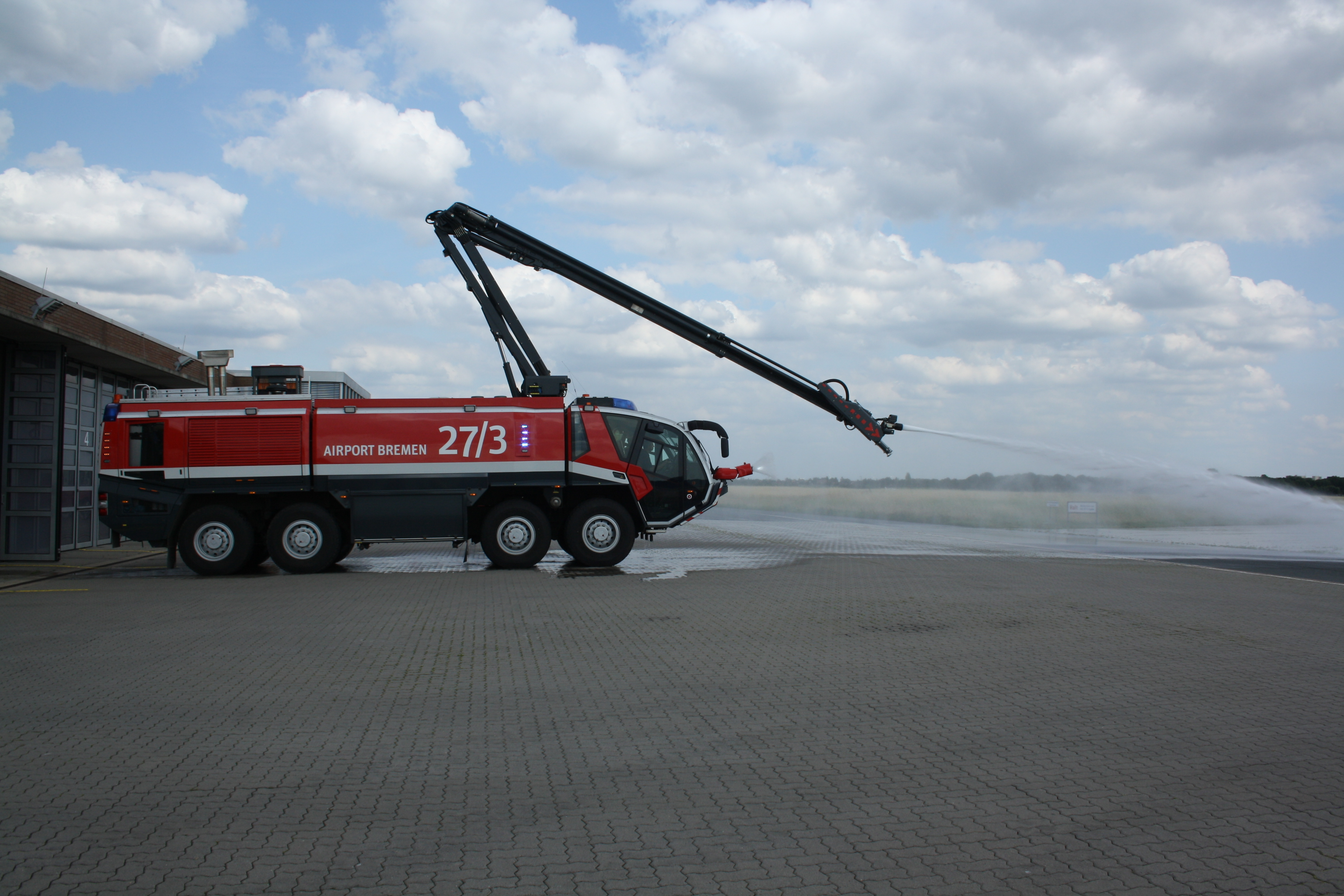
Дистанционно управляемый лафетный ствол на манипуляторе аэродромного пожарного автомобиля

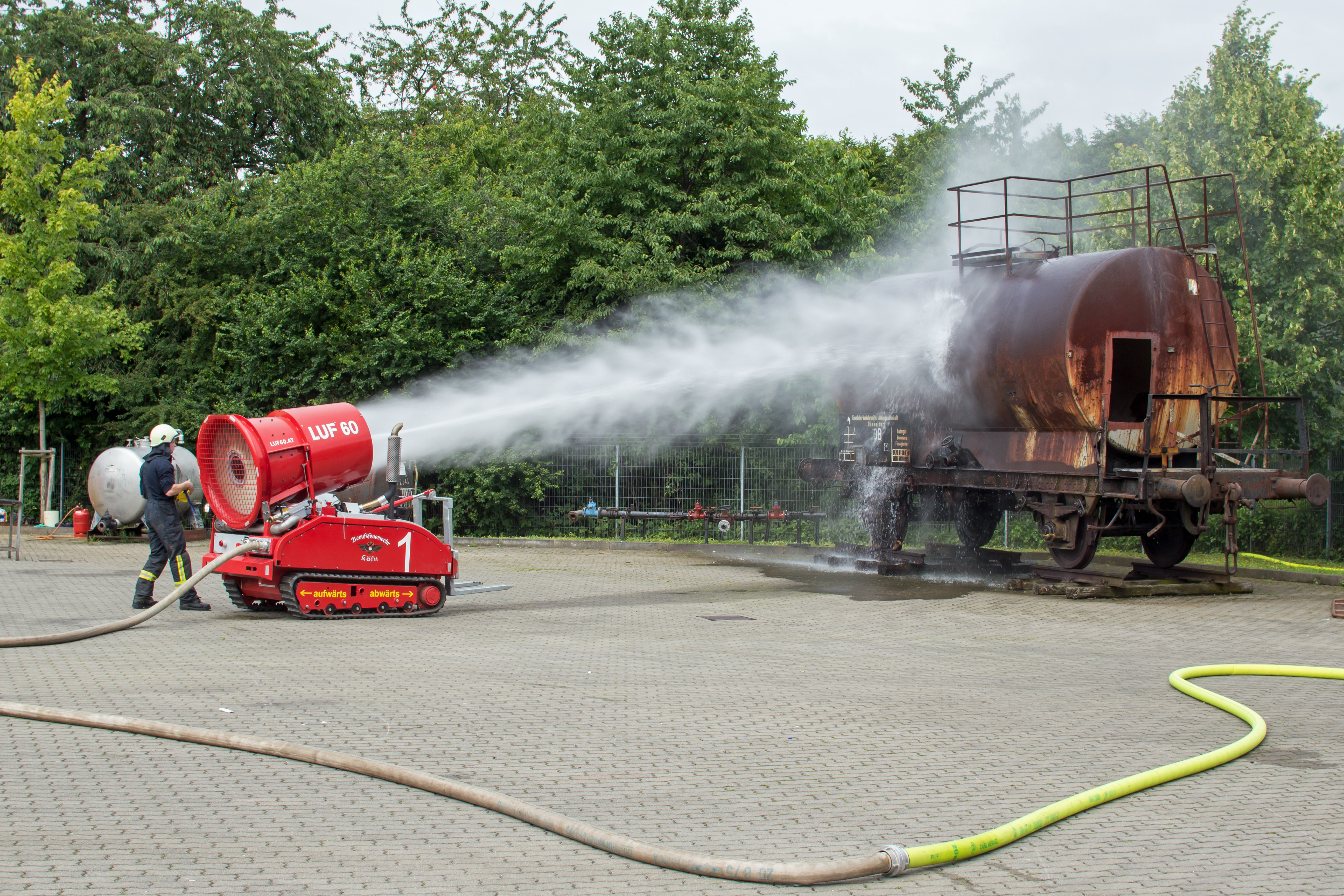
ЛУФ-60

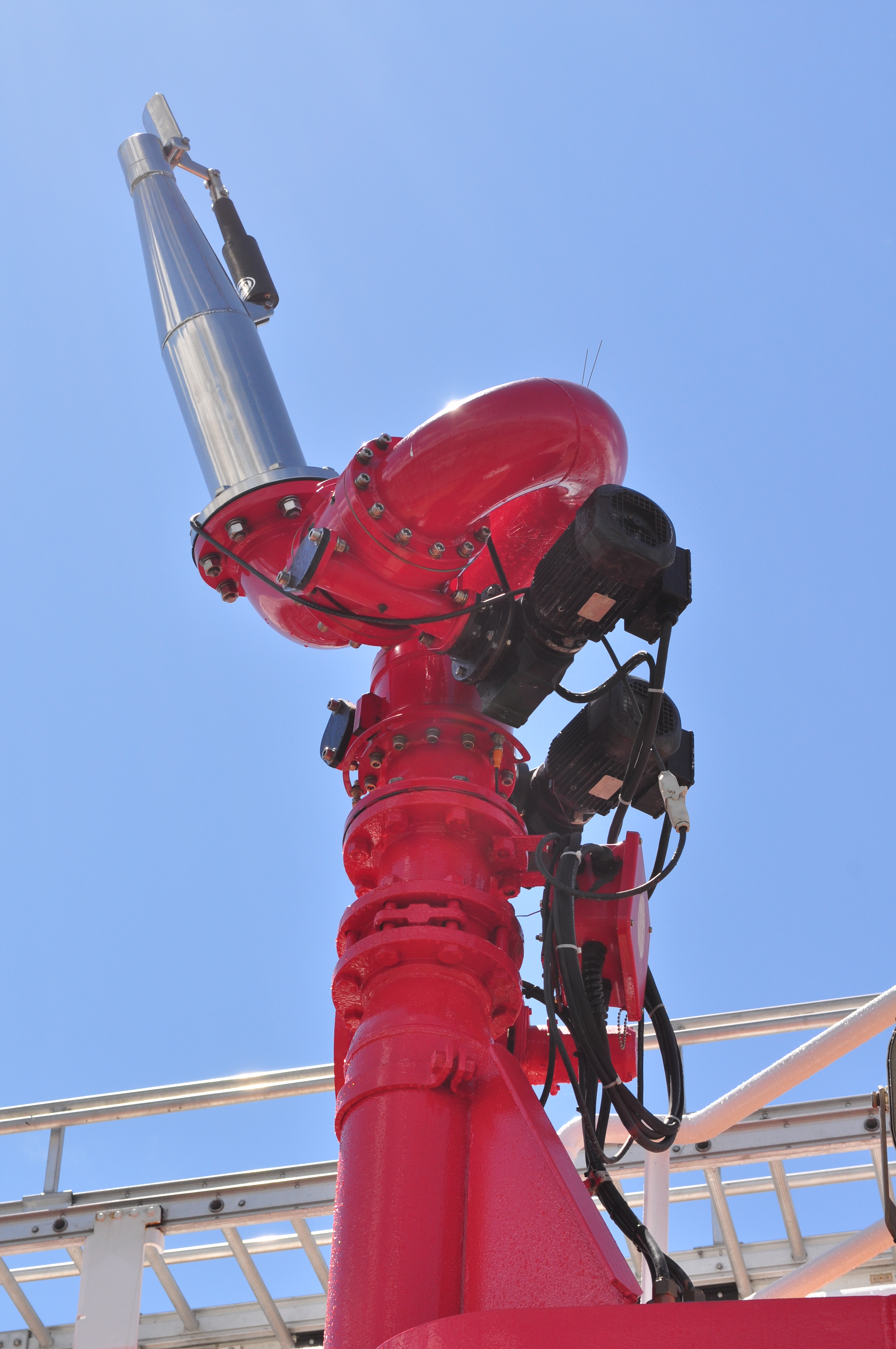
Дистанционно управляемый лафетный ствол на пожарном судне

Дистанционно управляемый лафетный ствол — пожарный лафетный ствол, оснащенный системой приводов, позволяющей осуществлять дистанционное управление стволом.
На стартовом комплексе «Циклон» (Байконур) в начале 70-х годов появились стационарные лафетные стволы с электрогидравлическим
управлением. В дальнейшем была создана система видеонаблюдения. Лафетные стволы были предназначены для смыва пролитого топлива водой и тушения пеной ракеты-носителя. Аналогичная система была установлена старте «Союз» в Плесецке.
Дистанционные лафетные стволы также применяются для автоматической мойки спецтехники и сельхозтехники, так как имеют хороший напор воды.

### Роботизированные установки пожаротушения
Роботизированная установка пожаротушения — автоматическая установка пожаротушения, оснащенная техническими средствами обнаружения очага возгорания и управления выпуском огнетушащего вещества в зону пожара.:п.6
Созданная для Кижей роботизированная установка пожаротушения соответствовала промышленным роботам по ГОСТ 25686-85. Этот стандарт устанавливает требование перепрограммируемости — возможности заменять управляющую программу автоматически или при помощи человека-оператора.
В 2000-х годах стали использоваться роботизированные установки пожаротушения на российских космодромах.
Также роботизированные установки пожаротушения применяются на стадионах для обеспечения безопасности.
В России действует национальный стандарт ГОСТ Р 53326—2009 «Техника пожарная. Установки пожаротушения роботизированные. Общие технические требования. Методы испытаний».

## Мобильные
Мобильный робототехнический комплекс — мобильный робот, система дистанционного управления и средства обеспечения эксплуатации робота. Мобильный робот дистанционно управляется оператором и выполняет тушение пожара без нахождения человека в опасной зоне.:п.6
При возникновении чрезвычайных ситуаций значительную часть аварийно-спасательных работ по их ликвидации приходится проводить в условиях загрязнения территорий и атмосферы радиоактивными, химическими и биологически-опасными веществами. Нахождение людей в аварийной зоне, которая характеризуется воздействием опасных факторов пожара, зачастую приводит к их гибели. Выполнение же операций пожаротушения с более безопасных для личного состава расстояний понижает эффективность работы.
В указанных условиях повышается актуальность задачи снижения риска для жизни спасателей и повышения эффективности аварийно-спасательных, противопожарных, неотложно-восстановительных и других специальных работ путём освоения и более широкого применения современных робототехнических средств.

## Применение

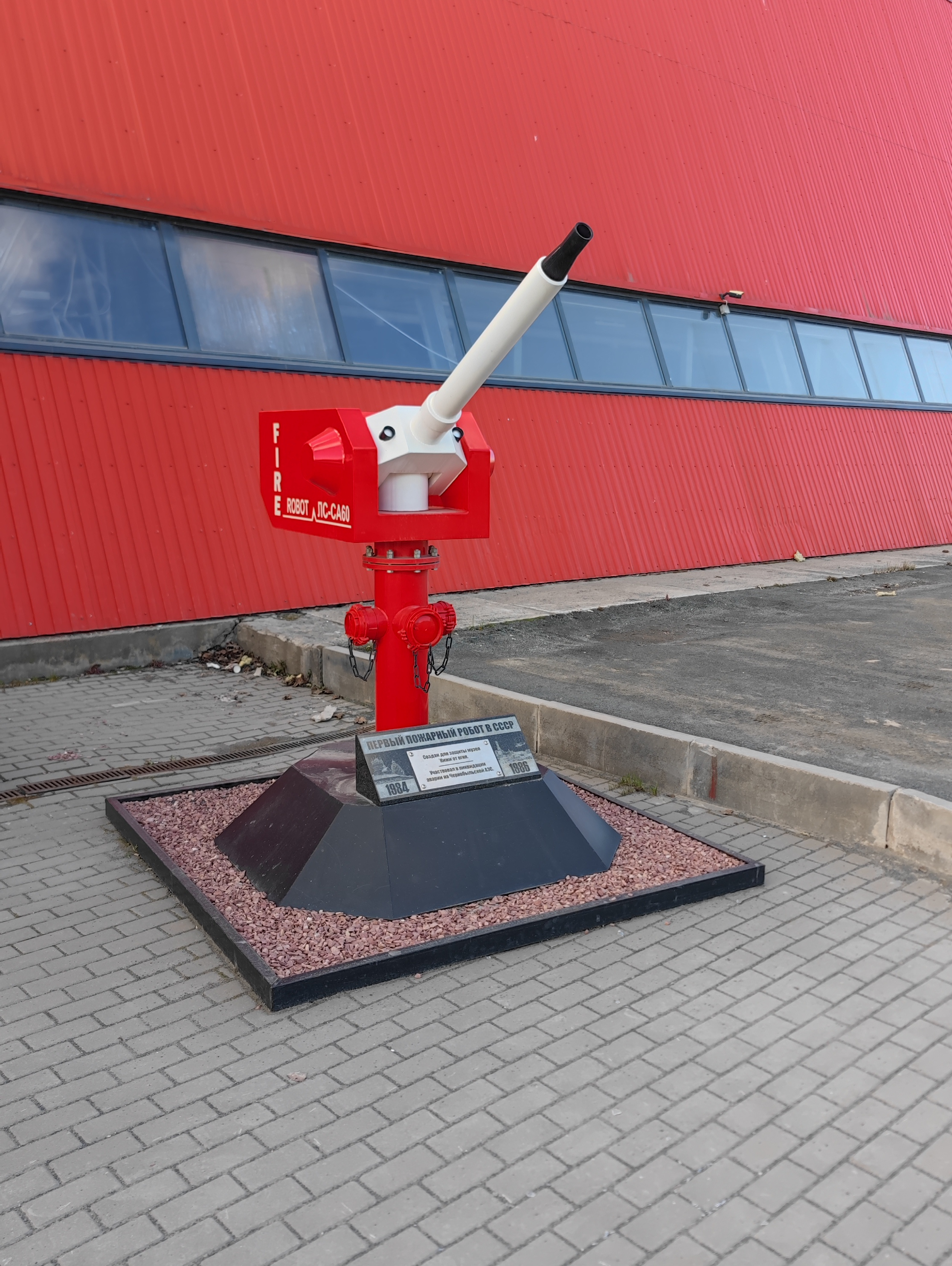
Макет первого пожарного робота ЛС-СА6, Петрозаводск

Первый в СССР пожарный робот применялся при тушении пожара на ЧАЭС в 1986 году.
Пожарные роботы в сентябре 2019 года приняли участие в тушении пожара в Мумбаи (Индия). Участие пожарных роботов позволяет пожарным не рисковать жизнью и играет важную роль в реальных пожарных и спасательных операциях. Противопожарный робот, который участвовал в борьбе с огнем, был разработан CITIC Heavy Industry Kaicheng Intelligence и был заранее доставлен в пожарное управление Мумбаи в Индии для улучшения местных пожарно-спасательных сил.

## Альтернативные применения
В России в рамках стандартизации устройство, предназначенное для подачи воды или водной смеси в опасную для человека зону заражения, в зону экологического инцидента, экологической опасности или угрозы, в случае возникновения чрезвычайной ситуации носит название гидравлический ствол.
Модифицированные пожарные роботы, устанавливаемые на судах, могут использоваться для отражения атак морских пиратов. Дистанционное управление роботами осуществляется с помощью телекамер. Кроме того, установка может работать в автоматическом режиме.
Созданная для защиты памятника деревянного зодчества музея «Кижи» установка во время аварии в Чернобыле была переправлена в Москву, где были изготовлены по образцу ещё две аналогичных и все они были использованы при ликвидацию последствий аварии на ЧАЭС вместе с установками из ФРГ.
Гидромониторы использовались для смыва давлением струи воды до 12 атмосфер радиоактивных источников, находящихся на кровле 3-го блока Чернобыльской АЭС. Гидромониторы снабжены кабельной системой управления и телевизионного наблюдения. Монитор ПЛС С-20А был установлен на кровлю площадки "В" на отметке 70,8 м с помощью вертолета. При его использовании очищена значительная часть площадки. Разработанные гидромониторы позволили выполнить важный объем работ в условиях повышенной опасности. Считаем выбранные технические решения правильными и глубоко перспективными... Считаю, что для решения задач смыва радиоактивных отходов необходимо продолжить работу по доводке конструкций гидромониторов с целью создания установки, способной развить давление струи до 50 атм., снабженной системой автономного перемещения.
Встречаются утверждения о отсутствии результатов от применения роботов при ликвидации аварии на Чернобыльской АЭС — работоспособные механизмы были разработаны через два-три года после аварии.